# Prémio Literário Florbela Espanca
O Prémio Literário Florbela Espanca foi instituído em 1981 pela Câmara Municipal de Vila Viçosa, em homenagem a Florbela Espanca, que nasceu em Vila Viçosa.
O prémio é bienal e destina-se a premiar obras literárias inéditas de expressão portuguesa, alternadamente atribuído a obras de poesia e ficção, independentemente da nacionalidade do autor.

## Galardoados
- 2001 Poesia - Oferenda Poética - Joaquim Palma
- 2003 Prosa - O Sulco das Sombras - António Rebordão Navarro
- 2007 Poesia - Outros Domínios - Amadeu Baptista
- 2011 - Jazigo com vista para o mar - João Carlos Lopes Pereira
- 2013 - Longo Caminho para Casa - Nuno de Figueiredo
- 2017 - Viver sempre também cansa - de Anabela Brito Correia de Freitas[1]